# Xã Byron, Quận Cavalier, Bắc Dakota
Xã Byron (tiếng Anh: Byron Township) là một xã thuộc quận Cavalier, tiểu bang Bắc Dakota, Hoa Kỳ. Năm 2010, dân số của xã này là 27 người.